# Nettleton (Missisipi)
Nettleton – miasto w Stanach Zjednoczonych, w stanie Missisipi, w hrabstwie Monroe.